# Loles León
Pour les articles homonymes, voir León.
León  Rodríguez est un nom espagnol. Le premier nom de famille, en général paternel, est León ; le second, en général maternel, souvent omis, est Rodríguez.
María Dolores dite « Loles » León, née le 1er août 1950 à Barcelone (province de Barcelone), est une actrice espagnole, personnalité de la Movida madrilène.

## Biographie
Durant sa jeunesse, Loles León part vivre à Madrid pour commencer une carrière d'actrice. Elle y rencontre Pedro Almodóvar à l'époque de la movida et de la Transition démocratique. Durant cette période, elle joue dans le film Companys, procés a Catalunya, de Josep Maria Forn, évoquant le président catalan Lluís Companys, présenté au festival de Cannes. 
Le cinéaste Pedro Almodóvar lui offre deux rôles dans les films Femmes au bord de la crise de nerfs (1987) et ¡Átame! (1989). 
Loles León tourne ensuite avec le réalisateur Vicente Aranda pour El amante bilingüe (1993) et Libertarias (1996). En 1997, elle tient le premier rôle dans le film Amor de hombre.
En 2003, elle devient très populaire grâce à son rôle de Paloma dans Aquí no hay quien viva, qu'elle quitte, s'estimant trop peu payée, à la suite de démêlés avec la production.
Elle est liée à des mouvements libéraux, et son fils s'appelle Bertoldo en honneur à Bertolt Brecht.

## Filmographie
- 1978 : Serenata a la claror de la lluna, de Carlos Jover et José Antonio Salgot
- 1986 : La Rossa del bar, de Ventura Pons
- 1988 : Femmes au bord de la crise de nerfs (Mujeres al borde de un ataque de nervios), de Pedro Almodóvar
- 1989 : Sempre Xonxa, de Chano Piñeiro
- 1989 : Ni a tontas, ni a locas (série télévisée) (épisode du 2 janvier 1989)
- 1990 : Doblones de a ocho, d'Andrés Linares
- 1990 : Attache-moi ! (¡Átame!), de Pedro Almodóvar
- 1990 : Don Juan, mi querido fantasma, d'Antonio Mercero
- 1990: Yo soy ésa, de Luis Sanz
- 1992 : La Mujer de tu vida 2: La mujer gafe, d'Imanol Uribe (TV)
- 1992 : Los Gusanos no llevan bufanda, de Javier Elorrieta
- 1993 : El Amante bilingüe, de Vicente Aranda
- 1994 : La pasión turca, de Vicente Aranda
- 1996 : Alma gitana, de Chus Gutiérrez
- 1996 : Mor, vida meva, de Mar Targarona
- 1996 : Libertarias, de Vicente Aranda
- 1997 : Amor de hombre, de Yolanda García Serrano et Juan Luis Iborra
- 1997 : ¿Para qué sirve un marido?, de Rosa Vergés (série télévisée)
- 1997 : La Duquesa roja, de Francisco Betriú
- 1998 : El Grito en el cielo, de Dunia Ayaso et Félix Sabroso
- 1998 : La Fille de tes rêves (La Niña de tus ojos), de Fernando Trueba
- 1999 : Camino de Santiago, de Robert Young (feuilleton TV)
- 1999: Esa maldita costilla, de Juan José Jusid
- 1999 : Ruleta, de Roberto Santiago
- 2000 : Almejas y mejillones, de Marcos Carnevale
- 2000 : Obra maestra, de David Trueba
- 2001 : La Última mirada, de Belén Herrera (court-métrage)
- 2001 : Tre mogli, de Marco Risi
- 2001 : Omaita en la primera (série télévisée) (épisode du 30 octobre 2001)
- 2002 : Parle avec elle (Hable con ella), de Pedro Almodóvar
- 2003 : Descongélate!, de Dunia Ayaso et Félix Sabroso
- 2003 : El Cid: La leyenda, de Jose Pozo
- 2004 : Implicación, de Julián Quintanilla (court-métrage)
- 2004 : Aquí no hay quien viva, d'Iñaki Ariztimuño (série télévisée)
- 2004 : Laura, de Tote Trenas (court-métrage)
- 2005 : Desde que amanece apetece, d'Antonio del Real
- 2006 : Fuera de Control, de Pablo Barrera (série télévisée)
- 2016 : La Reine d'Espagne (La Reina de España) de Fernando Trueba

## Prix
- 2003 : 
  - Fotogramas de Plata : prix de la meilleure actrice de télévision
  - Unión de Actores y Actrices : prix de la meilleure actrice dans une série télévisée

- 2004 : Festival de cinéma de Gérone: prix de la meilleure actrice pour son rôle dans Implicación de Julián Quintanilla

### Nominations auxPrix Goya
| An   | Catégorie                                             | Film                  | Résultat   |
| ---- | ----------------------------------------------------- | --------------------- | ---------- |
| 1998 | Prix Goya de la meilleure actrice dans un second rôle | La Fille de tes rêves | Nomination |
| 1996 | Prix Goya de la meilleure actrice dans un second rôle | Libertarias           | Nomination |
| 1990 | Prix Goya de la meilleure actrice dans un second rôle | Attache-moi !         | Nomination |

## Distinctions institutionnelles
- 2025 : Récipiendaire de la Croix de Saint-Georges[3].